# Túnel de Bonaparte
El túnel de Bonaparte o túnel de Villanueva es un túnel ubicado en las vegas del río Manzanares de Madrid que conecta los jardines del Campo del Moro con el área del puente del Rey (perteneciente actualmente al parque del Madrid Rio) en su camino hacia la Casa de Campo.
Este pasadizo fue diseñado y construido por el arquitecto español Juan de Villanueva en el año 1811 como un enlace subterráneo entre la Casa de Campo (en la zona del Palacio de los Vargas) con el Palacio Real a petición de José Bonaparte, alias Pepe Botella, durante su mandato breve como rey de España. La muerte de Villanueva se produjo cuando estaba realizando las obras del túnel.

## Historia
La idea de este túnel se debe a los consejos del comerciante Manuel Matheu quien comunicó a José Bonaparte la posibilidad y este se entusiasmó con la idea y le ordenó el proyecto a Juan de Villanueva. El paseo partía desde el centro de la fachada occidental del Palacio Real e iba alineado por una avenida arbolada ubicada en los jardines del Campo del Moro, que lo atravesaba; su salida se ubicaba por debajo del camino de la Virgen del Puerto (denominado antaño como Camino Viejo de Castilla) en dirección a las vegas del Manzanares. El alumno preferido de Villanueva, Isidro González, años después de finalizado el túnel construyó el puente del Rey (mandado construir por Fernando VII para que las personas reales pudiesen pasar desde los jardines del Palacio de Oriente hasta la Casa de Campo, cruzando el Manzanares. Durante el siglo XIX se modificó la decoración del túnel, convirtiéndolo en una especie de gruta con decoración natural.
En 1931, al convertirse la Casa de Campo en parque urbano con el advenimiento de la Segunda República, el pasadizo se abrió al pueblo.
El túnel sirvió como línea de abastecimiento de munición y personal durante la defensa de Madrid, sobre todo durante el transcurso de la batalla de la Ciudad Universitaria. La construcción de la M-30, al taponar la salida hacia el río del pasillo, lleva a su abandono y desvincula la Casa de Campo con el Palacio Real desde un punto de vista urbanístico. El túnel desemboca en las lindes de la M-30. Al comenzar las obras de soterramiento de la M-30 el pasillo vuelve a tener la función histórica, máxime al comenzar en 2007 las obras de la segunda fase de Madrid Río. Sin embargo, hasta día de hoy permanece cerrado al público a la espera de terminar las obras de rehabilitación y reapertura.